# Hoa hậu Hoàn vũ 1968
Hoa hậu Hoàn vũ 1968 là cuộc thi Hoa hậu Hoàn vũ lần thứ 17 được tổ chức tại Miami Beach, Florida, Hoa Kỳ. Người chiến thắng của cuộc thi là Martha Vasconcellos, đến từ Brazil.

## Kết quả

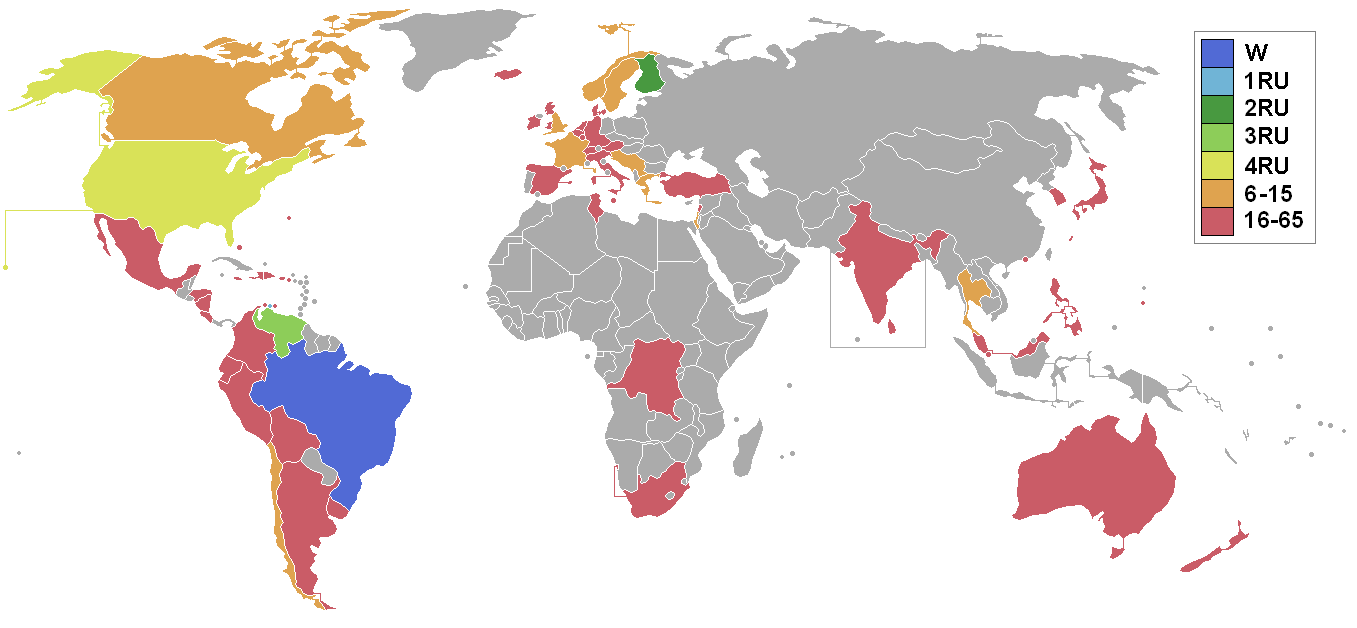
Các quốc gia và vùng lãnh thổ tham gia cuộc thi và kết quả

### Thứ hạng
| Kết quả              | Thí sinh |
| -------------------- | --- |
| Hoa hậu Hoàn vũ 1968 | - Brazil – Martha Vasconcellos |
| Á hậu 1              | - Curaçao – Anne Braafheid |
| Á hậu 2              | - Phần Lan – Leena Brusin |
| Á hậu 3              | - Venezuela – Peggy Kopp |
| Á hậu 4              | - Hoa Kỳ – Dorothy Anstett |
| Top 15               | - Canada – Nancy Wilson - Chile – Dánae Salas Sarradell - Anh – Jennifer Summers - Pháp – Elizabeth Cadren - Hy Lạp – Miranta Zafiropoulou - Israel – Miriam Fridman - Na Uy – Tone Knaran - Thụy Điển – Anne Hellqvist - Thái Lan – Apantree Prayutsenee - Nam Tư – Daliborka Stojšić |

## Các giải thưởng đặc biệt
| Giải thưởng                 | Thí sinh                                 |
| --------------------------- | ---------------------------------------- |
| Hoa hậu Thân thiện          | - Nhật Bản – Yasuyo Lino                 |
| Hoa hậu Ảnh                 | - Nam Tư – Daliborka Stojsić             |
| Trang phục dân tộc đẹp nhất | - Colombia – Luz Elena Restrepo Gonzales |

## Thí sinhq tham gia
| - Argentina - María del Carmen Jordán Vidal - Aruba - Sandra Croes - Úc - Laureen Jones - Áo - Brigitte Kruger - Bahamas - Brenda Fountain - Bỉ - Sonja Doumen - Bermuda - Victoria Martin - Bolivia - Roxana Bowles Chávez - Bonaire - Ilse Maria De Jong - Brazil - Marta Maria Cordeiro Vasconcelos - Canada - Nancy Wilson - Ceylon - Sheila Jayatilleke - Chile - Dánae Monserrat Salas Sarradell - Colombia - Luz Elena Restrepo González - Congo-Kinshasa - Elizabeth Tavares - Costa Rica - Ana María Rivera - Curaçao - Anne Marie Braafheid - Đan Mạch - Gitte Broge - Cộng hòa Dominica - Ana María Ortiz - Ecuador - Priscila Álava González - Anh - Jennifer Lowe Summers - Phần Lan - Leena Marketta Brusiin - Pháp - Elizabeth Cadren - Đức - Lilian Atterer - Hy Lạp - Miranta Zafiropoulou - Guam - Arlene Vilma Chaco - Haiti - Claudie Paquin - Hà Lan - Nathalie Heyl - Honduras - Nora Idalia Guillén - Hồng Kông - Tammy Yung - Iceland - Helen Knuttsdóttir - Ấn Độ - Anjum Mumtaz Barg - Ireland - Tiffany Scales | - Israel - Miriam Friedman - Ý - Cristina Businari - Jamaica - Marjorie Bromfield - Nhật Bản - Yasuyo Lino † - Hàn Quốc - Kim Yoon-jung - Liban - Sonia Faris - Luxembourg - Lucienne Krier - Malaysia - Maznah Binte Mohammed Ali - Malta - Kathlene Farrugia - Mexico - Perla Olivia Aguirre Muñoz - New Zealand - Christine Mary Antunovic - Nicaragua - Margine Davidson Morales - Na Uy - Tone Knaran - Okinawa - Sachie Kawamitsu - Perú - María Esther Brambilla - Philippines - Rosario "Charina" Rosello Zaragoza - Puerto Rico - Marylene Carrasquillo - Scotland - Helen Davidson - Singapore - Yasmin Saif - Nam Phi - Monica Fairall † - Tây Ban Nha - Yolanda Legarreta Urquijo - Thụy Điển - Anne-Marie Hellqvist - Thụy Sĩ - Jeannette Biffiger - Thái Lan - Apantree Prayutsenee - Tunisia - Rekaia Dekhil - Thổ Nhĩ Kỳ - Zuhal Aktan - Uruguay - Graciela Minarrieta - Hoa Kỳ - Dorothy Catherine Anstett - Venezuela - Peggy Kopp Arenas - Quần đảo Virgin (Mỹ) - Sadie Sargeant - Wales - Judith Radford - Nam Tư - Daliborka Stojsic |

## Chú ý

### Lần đầu tham gia
- Congo-Kinshasa
- Malta
- Nam Tư

### Trở lại
- Lần cuối tham gia vào năm 1962:
  -  Haiti
- Lần cuối tham gia vào năm 1965:
  -  Úc
  -  Tunisia
- Lần cuối tham gia vào năm 1966:
  -  Ceylon
  -  Ecuador
  -  Jamaica
  -  Liban
  -  Nicaragua
  -  Thái Lan

### Bỏ cuộc
- Cuba
- Panama
- Paraguay